# Confederation Bridge
Confederation Bridge (fransk: Pont de la Confédération) er en bro over Northumberlandstrædet, som forbinder Prince Edward Island med fastlandet i New Brunswick, Canada.  Indbyggerne kalder broen "the Fixed Link". Den 12,9 km lange kassebro i beton kostede 1,3 milliarder canadiske dollar, og den åbnede i 1997 efter tre og et halvt år med byggearbejder. 